# 甲胺磷
甲胺磷（英語：Methamidophos）是一種有機磷化合物，通常用作農藥。
工业品为黄色粘稠液体，易溶于水、醇、丙酮等溶剂，不溶于石油醚，遇到强酸或碱易分解。具触杀、胃毒和内吸作用。
由於毒性強，在日本等部份國家已禁用，中國大陸從2008年起亦公告停止生產及使用。

## 中毒事件
2008年1月，有日本的消費者買了中國大陸製造的手工餃子食用之後，全家出現中毒症狀。該餃子被化驗出含甲胺磷殘留。

## 外部連結
- 有機磷農藥
- 達馬松檢驗